# Brucolaco
Il brucolaco, brucolacas, vrykolakas o burculacas (dal greco βρυκόλακας, diffusamente traslitterato come vrykolakas) è un vampiro del folklore greco e salentino. Questa creatura leggendaria condivide, in modo eterogeneo, le caratteristiche di altre creature non-morte – non necessariamente consumatrici di sangue – del folklore balcanico, come il vǎrkolak bulgaro o il vukodlak serbo. A Creta e Rodi, la medesima creatura prende il nome di catacano o katakhanas.

## Descrizione
Secondo la tradizione, i brucolachi sono persone maledette a causa della loro vita immorale oppure per una scomunica, per essere stati seppelliti in terra sconsacrata o per aver mangiato la carne di una pecora uccisa da un lupo mannaro. Il loro corpo non si decompone dopo la morte, ma la pelle diventa coriacea e tesa fino ad essere in grado di risuonare come quella di un tamburo se battuta; infestano i cimiteri di notte, ma si possono anche incontrare sui campi e le strade a mezzogiorno; emettono urla spaventose, ma solo una volta per notte. Possono essere uccisi esclusivamente di sabato (l'unico giorno in cui queste creature rimangono nella loro tomba) in diversi modi che includono lo smembramento, la decapitazione e l'incenerimento del corpo.
Per alimentarsi, il brucolaco uccide neonati, bambini o donne in stato di gravidanza, introducendosi di notte nelle case e schiacciando o soffocando a morte la propria vittima; il mostro condivide, in tal senso, anche alcuni aspetti caratteristici dell'incubo e la lamia. Il consumo di sangue – tratto comune, ma non necessario del vampirismo – è, nel caso del brucolaco, un aspetto marginale del racconto, ma la creatura rientra ancora pienamente nell'immaginario mitologico e folkloristico del vampiro perché, come ogni vampiro, trae il proprio sostentamento dal prosciugamento della forza vitale degli esseri viventi.

## Impatto culturale
Il film Il vampiro dell'isola (Isle of the Death, 1945) con Boris Karloff ha come protagonista un brucolaco.